# Canela (telenovela)
Canela es una telenovela peruana producida por Humberto Polar Delgado para Panamericana Televisión en 1995. Fue protagonizada por Astrid Gruber, Diego Bertie y Javier Valdés. Con las participaciones antagónicas de Kathy Serrano y los primeros actores Alejandro Anderson y Delfina Paredes. Con las participaciones estelares de Baldomero Cáceres, Sandro Monzante y Marco Zunino. Estuvo basada en una historia real. Su realización estuvo a cargo de la extinta productora del canal llamada Teletaller S. A., que también produjo en ese entonces el melodrama Gorrión un año antes.

## Trama
La historia se desarrolla enteramente en la ciudad de Arequipa, donde Azucena Ruiz es una novicia que está en el Convento de Santa Catalina. Junto con su amiga Roxana, también novicia, se encuentran con Adrián y se accidentan en sus motos en la calle aledaña al convento. Ellas los recogen, y el destino hace que ellas se enamoren respectivamente de cada uno. Adrián tiene un hermano, Santiago Elguera, empresario próspero de la tela de alpaca y vicuña, dueño de Corporación Inca. Su rival es Simón Cornejo, quien propicia la caza de vicuñas. Azucena empezará en la casa de los Elguera como institutriz de las tres hijas menores de Santiago. Es allí que Adrián y Azucena comienzan una amistad, pero Santiago se interpone y también se enamora de ella. Azucena le corresponde, pero Santiago desaparece y todos lo creen muerto. Pasa un tiempo, y Azucena se empieza a enamorar de Adrián, y juntos aprovechan la soledad para estar juntos.

## Reparto
| Interpretado por       | Personaje         | Tipo de personaje |
| ---------------------- | ----------------- | ----------------- |
| Astrid Gruber          | Azucena Ruiz      | Protagonista      |
| Diego Bertie           | Adrián Elguera    | Protagonista      |
| Javier Valdés          | Santiago Elguera  | Protagonista      |
| Kathy Serrano          | Verónica          | Antagonista       |
| Alejandro Anderson     | Simón Cornejo     | Antagonista       |
| Elva Alcandre          | Jeanette          | Principal         |
| Antonio Arrué          | Dante             | Principal         |
| Mari Pili Barreda      | Novicia Roxana    | Principal         |
| Baldomero Cáceres      | Ernesto           | Principal         |
| Eduardo San Román      | Federico          | Principal         |
| Delfina Paredes        | Nana Gabina       | Principal         |
| Flor Castillo          | Juanita Choque    | Principal         |
| Marcello Rivera        | José Choque       | Principal         |
| Ivonne Barriga         | Marcela           | Principal         |
| Sandro Monzante        | Lito Elguera      | Principal         |
| Laura Reyes            | Alejandra Elguera | Principal         |
| Marco Zunino           | Bruno Elguera     | Principal         |
| Giuliana Arellano      | Leonor Elguera    | Secundario        |
| Karen Vera             | Linda Elguera     | Secundario        |
| Dora Fernández         | Lucía Elguera     | Secundario        |
| José Borja             | Indalecio         | Secundario        |
| Reynaldo Delgado       | Tulio             | Secundario        |
| Julia María Montesinos | Benita            | Secundario        |
| Cecilia Gallegos       | Socorro           | Recurrente        |
| Delia Arias            | Susanita          | Invitado          |

## Curiosidades
1.- Es la primera telenovela peruana grabada íntegramente en provincias, usando como escenario importantes locaciones de la Ciudad Blanca de Arequipa.
2.- Es la primera telenovela peruana que toca un tema tan crucial como la caza furtiva de vicuñas en el Perú.
3.- Se utilizaron varios atractivos turísticos dentro de las filmaciones, como:
- El Palacio de Goyeneche
- La Mansión del Fundador
- El Mirador de Yanahuara
- Pampa Galeras
- Convento de Santa Catalina
- Plaza de Armas
- La Iglesia de Yanahuara

4.- Manuel Guerra, fundador y director de la orquesta infantil juvenil de salsa, Salserin, escribió el tema "De sol a sol", estando en Arequipa y siendo esposo en aquel de entonces de la actriz y protagonista de la novela Astrid Gruber.